# Bodewes Eco Trader 8250
Der Bodewes Eco Trader 8250 (von der Bauwerft teilweise auch als Ecotrader 8250 bezeichnet) der niederländischen Bodewes-Werft ist ein Mehrzweck-Schiffstyp mit Groot Cross-Bow.

## Einzelheiten
Der Schiffsentwurf ist als Mehrzweck-Trockenfrachtschiff mit achtern angeordnetem Deckshaus und langem mittleren Laderaum ausgelegt. Der Rauminhalt des Laderaums beträgt 10.774 m3, die Tankdecke ist für Belastungen von 15 Tonnen/m2 ausgelegt. Die versetzbaren Zwischendecks können mit 3,5 Tonnen/m2 belastet werden, die Lukendeckel mit 1,75 Tonnen/m2. In der Hauptsache werden die Schiffe im Transport von Massengütern, Massenstückgütern, kleineren Projektladungen oder Containern eingesetzt. Die Containerkapazität beträgt 287 TEU. Die Schiffe sind mit zwei an Backbord angebrachten elektrohydraulischen NMF-Schiffskränen mit jeweils 60 Tonnen Hubvermögen ausgerüstet, die im gekoppelten Betrieb Kolli von bis zu 120 Tonnen bewegen können. Die Laderäume der Schiffe werden durch Stapellukendeckeln (Piggy-Back)  verschlossen, die von einem verfahrbaren Lukenwagen bedient werden.
Der Antrieb der Schiffe besteht aus einem Dieselmotor. Der Motor ermöglicht eine Geschwindigkeit von etwa 13,5 Knoten. Die An- und Ablegemanöver werden durch ein Bugstrahlruder unterstützt. Besonders auffällig ist das Vorschiff mit Groot Cross-Bow, dessen Form einen geringen Treibstoffverbrauch ermöglichen soll. Außerdem soll diese Bugform bei starken Seegang die Stampfbewegungen des Schiffes minimieren.
Von den Schiffen wurden bisher zwei in Dienst gestellt, die UAL Africa und die UAL Bodewes. Weitere Einheiten der verlängerten Variante Bodewes Eco Trader 8700, die UAL Houston, lief Anfang November 2012 vom Stapel. Alle Schiffe der Serie waren während des Baus zunächst für die Marner Reederei Erwin Strahlmann eingetragen und wurden jeweils bei Fertigstellung von der Reederei Universal Africa Lines übernommen.

## Die Schiffe
| Bodewes Eco Trader 8250      | Bodewes Eco Trader 8250 | Bodewes Eco Trader 8250 | Bodewes Eco Trader 8250 | Bodewes Eco Trader 8250    | Bodewes Eco Trader 8250    |
| Bauname                      | Baunummer               | IMO-Nummer              | Ablieferung             | Auftraggeber               | Umbenennungen und Verbleib |
| ---------------------------- | ----------------------- | ----------------------- | ----------------------- | -------------------------- | -------------------------- |
| Galanto                      | NB 760                  | 9529243                 | 2011                    | Nescos Shipping, Hoogezand | 2011 UAL Africa            |
| Hanno                        | NB 762                  | 9542336                 | 2012                    | Nescos Shipping, Hoogezand | UAL Bodewes                |
| Daten: Equasis, grosstonnage |                         |                         |                         |                            |                            |